# 速霸陸R-2
速霸陸R-2（日语：スバル・R-2）為日本富士重工業於1969年至1972年之間設計生產的輕型車，後續車款為速霸陸Rex。

## 歷史
1969年 - 8月15日富士重工業推出360的後繼車種R-2，主要特點為軸距延長了120mm以增加車室空間、增設行李廂空間、引擎採用鋁合金製的汽缸本體和舌簧閥（reed valve）等。原本只推出二門轎車車型，翌年2月16日另有三門廂型車車型上市。動力來源改良自EK32型，改採鋁合金製的汽缸本體和舌簧閥的EK33型，最大馬力30ps / 6,500rpm、峰值扭力3.7kg·m / 5,500rpm。為了兼顧引擎的性能與耐用度，潤滑方式採速霸陸獨家開發的「完全分離潤滑方式（（日語）スバルマチック）」。在外觀設計方面，為了加大車窗面積，去除A柱旁的三角窗。由於後置後驅的佈局，懸吊系統採用比較少見的半拖曳懸吊系統（semi-trailing arm suspension），以扭桿和油壓阻尼器組成，兼顧乘坐舒適性與行駛穩定性。
1970年 - 4月發表運動化的「Young SS」和「Sporty Delux」二種車型。前者加裝東京都三國工業（（日語）株式会社ミクニ）製造的36PHH型雙阻風門式化油器（twin choke carburetor），並具備專用的排氣管與膨脹箱（expansion chamber）。壓縮比為7.5:1，最大馬力36ps / 7,000rpm、最大扭力3.8kg·m / 6,400rpm。後者則加裝動力噴嘴的化油器，最大馬力32ps / 6,500rpm、最大扭力3.8kg·m / 5,500rpm。「Young SS」車型的前輪懸吊系統中採用高剛度的扭轉桿式穩定器，增加油壓阻尼器的減衰力（damping force），再加上降低車身高度的輻射層輪胎，使得操控性能大為提升。
1971年 - 10月7日小改款，變更進氣壩的外觀設計，內裝也大幅度修改。同時推出水冷式的356c.c.直列二缸二衝程EK34型引擎，壓縮比6.5:1，最大可輸出32ps / 6,000rpm的馬力、4.1kg·m / 5,000rpm的扭力峰值。水冷式的「L」車型額外增加空調啟動器、啟動馬達、溫水預熱式化油器，所以暖房、通風的效果明顯優於氣冷式車型。因為冷卻配管不能通過車室，原廠將其設置在車身側裙處，如此一來卻造成配管腐蝕、損傷的問題。翌年7月15日，原廠決定停售水冷式車型，因銷售期短暫，目前日本境內殘餘的水冷式車型鮮少可見。
1973年 - 2月決定停產，後繼車款為Rex。

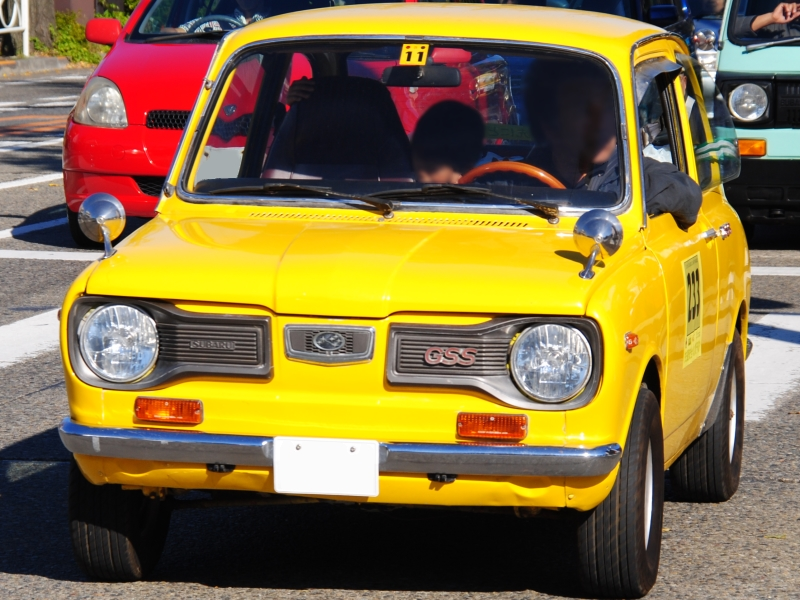
後期型車頭
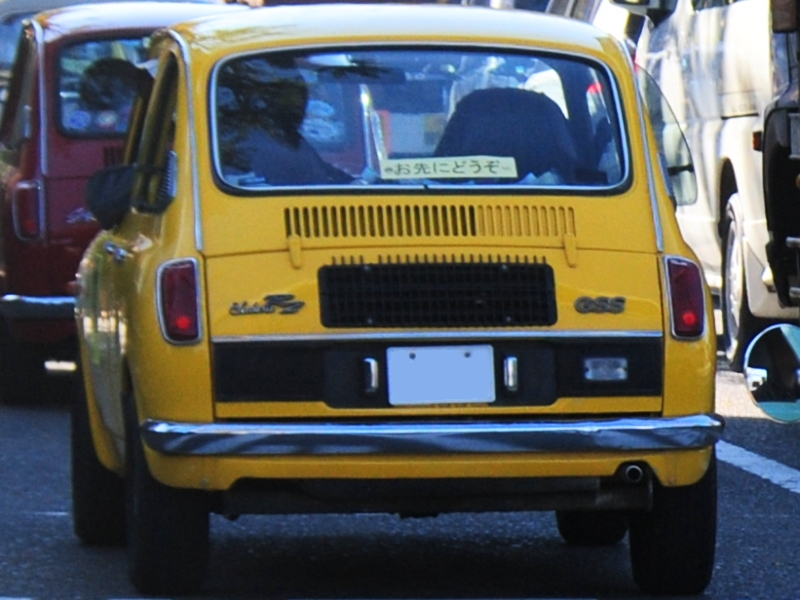
後期型車尾
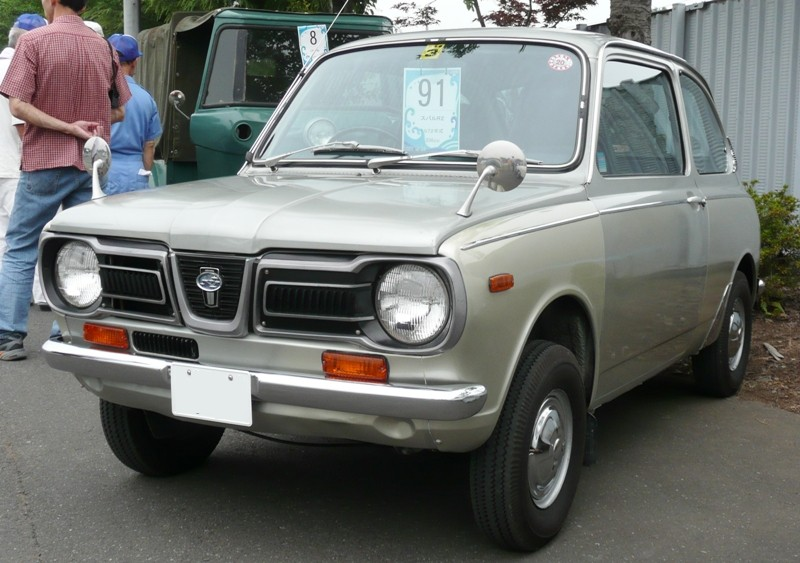
搭載水冷式EK34型引擎的車型
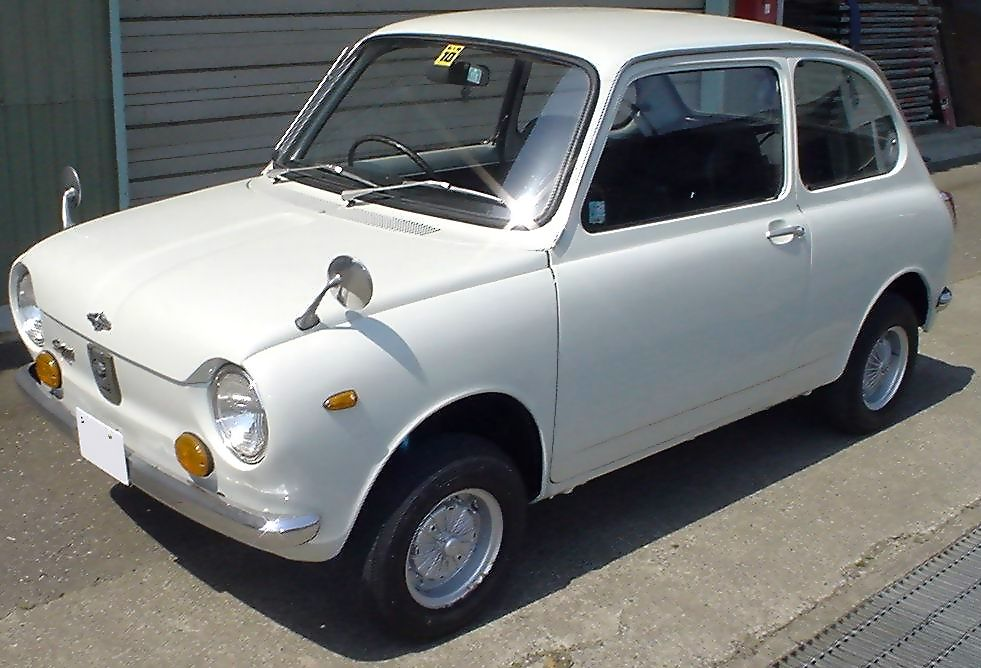
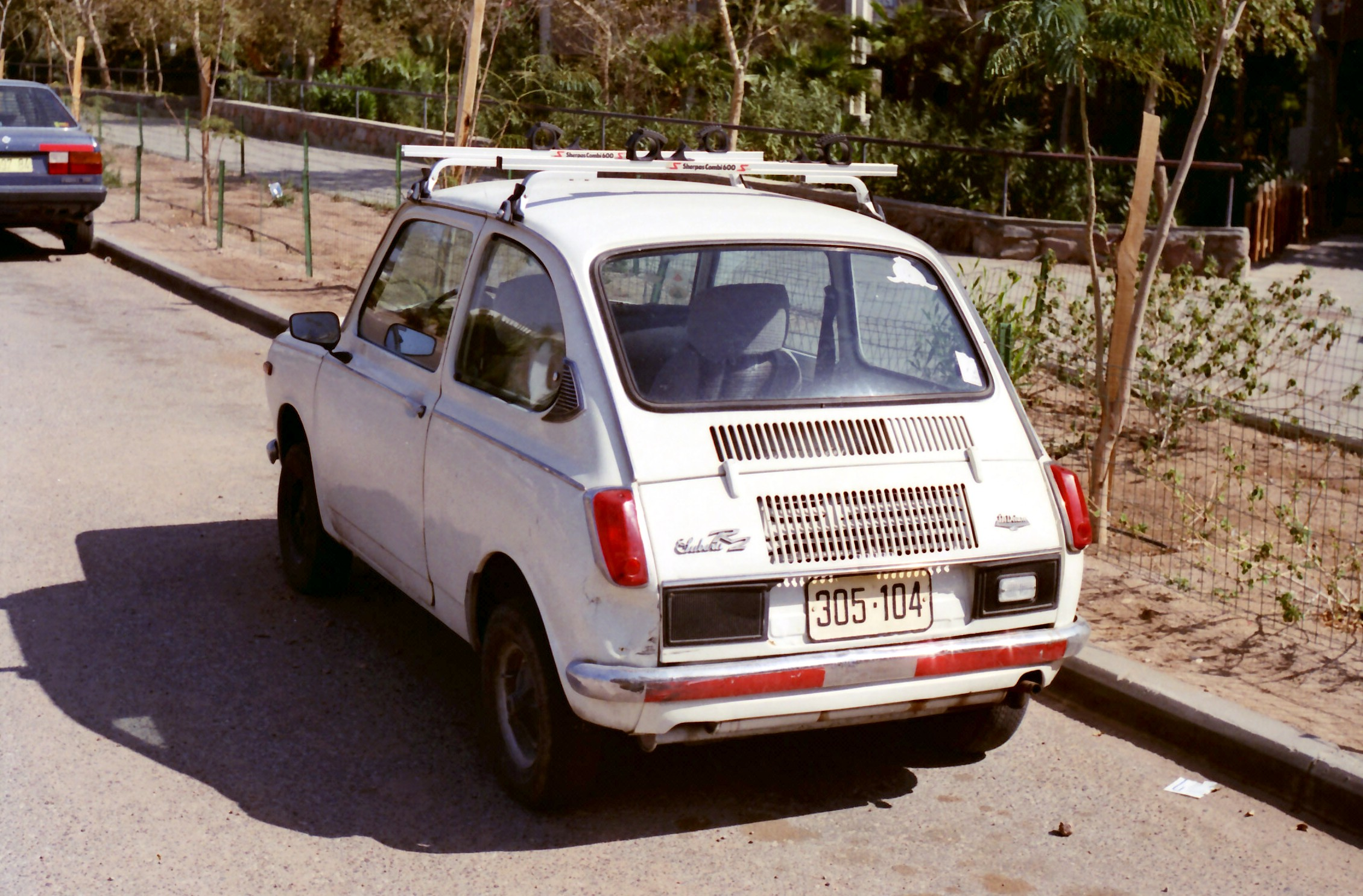

## 外部連結
- （日語）名車文化研究館：スバルR-2
- （日語）Subaru R-2三昧